# Sonja Carlberg
Sonja Carlberg, född Lekman 26 maj 1913 i Malmö Karoli församling, Malmö, död 17 januari 1999 i Lidingö församling, var en svensk radiojournalist och översättare. Under sin tid på radion var hon bland annat ansvarig för materialet till språkkurser i danska, Vær kun rolig! (1961) och Hvad laver de? (1963) och producerade också motsvarande material för kurser i svenska i dansk radio, Visste Ni det (1955) och Svenska bilder (1969). Som översättare från danska och färöiska framträdde hon först 1980 efter att hon gått i pension. Den författare hon kom att ägna sig mest åt var Peter Seeberg.
Hon var dotter till läraren John Lekman och Alma Lundström. Hon gifte sig 1939 med professor Bertil Carlberg (1900–1971). De är begravda på Norra begravningsplatsen utanför Stockholm.

## Översättningar (urval)
- Johannes V. Jensen: Himmerlandshistorier: noveller (Atlantis, 1984)
- Oddvør Johansen: Livets sommar (Lívsins summar) (Atlantis, 1985)
- William Heinesen: Laterna magica : nya minnesnoveller (Laterna magica) (Forum, 1986)
- Hanus Andreassen: Den andra vägen och andra berättelser (Legenda, 1986)
- Peer Hultberg: Requiem (Requiem) (Bonnier, 1987)
- Elsa Gress: Tavlan (Simurghen) (Trevi, 1988)